# Repujado hidráulico
El repujado hidráulico, también conocido como fluotorneado, es un método de deformación en frío sin desprendimiento de viruta usado para fabricar componentes de revolución huecos de alta precisión dimensional sin cordón de unión.
Esta técnica se utiliza para fabricar piezas como el cañón de un rifle o bombonas, sin embargo también se pueden obtener otras piezas como ollas, sartenes o llantas para vehículos.
El fluotorneado es una técnica que se emplea en la fabricación de sólidos huecos de revolución generalmente con paredes delgadas. La obtención de la forma final se consigue aplicando presión con unos rodillos en una o varias pasadas contra el mandril, pudiendo llegar a obtener una reducción del espesor que puede llegar hasta el 90%, por ello, los materiales empleados en este proceso suelen ser blandos y dúctiles. Para simplificar y facilitar el proceso se puede partir de una preforma cuyo volumen coincide con el de la pieza final, que puede ser fabricada por forja.
La utilización de esta técnica se traduce en un direccionamiento de las fibras y un endurecimiento por deformación en frío del metal. Esta reducción puede variar de unas zonas a otras de la pieza consiguiendo propiedades heterogéneas de acuerdo a las exigencias deseadas.

## Tipos

### Flowforming
Dentro de este proceso podemos distinguir dos tipos diferenciados de fluotorneado, que son: el fluotorneado directo y el indirecto.
En el primero se emplea para trabajar piezas con un extremo parcial o totalmente tapado, como por ejemplo cilindros con tapa. En este proceso el material fluye axialmente en la misma dirección en la que lo hacen los rodillos.
El fluotorneado indirecto se utiliza para piezas con un agujero axial continuo (tubos). En él, el material fluye en dirección contraria a la dirección de avance de los rodillos.
Tanto en el fluotorneado directo como en el indirecto se parte de una preforma para obtener la pieza final.

### Shearforming
Se basa en los mismos principios de deformación que el flowforming pero la diferencia está en que se parte de una placa o disco metálico.

## Ventajas
- Dimensional: Obtenemos mejor precisión dimensional que en otros métodos de conformado. Con la introducción del CNC mejoramos la repetitividad pudiendo fabricar grandes lotes, además no hace falta realizar operaciones de acabado.
- Mecánica: Al ser un proceso de deformación en frío obtenemos mejores propiedades mecánicas con respecto a otros procesos de fabricación.
- Económica: No tenemos desperdicios de material y además nos ahorramos las operaciones de acabado superficial y tratamientos térmicos posteriores.

## Materiales
Se usa cualquier metal dúctil que pueda ser moldeado. Así pues, tenemos una gran variedad de materiales aptos para este tipo de procesos. Según unas aplicaciones u otras será más apropiado uno u otro, pero el proceso siempre se realiza igual y las ventajas de grano se manifiestan en todos por ser metales. Toda clase de aceros inoxidables (endurecidos, al carbono, Martensítico…), aluminio, cobre, latón, titanio, níquel, niobio y demás aleaciones. Los empleados en mayor número de aplicaciones son el aluminio y todas las variedades de aceros disponibles. El diámetro y la profundidad de las piezas sólo están limitados por el tamaño de los equipos disponibles para procesarlas.

## Aplicaciones
Existe un gran abanico de industrias en las que el repujado hidráulico (fluotorneado) es usado de forma habitual y como pilar básico debido a las formas geométricas que se pueden obtener. Y en muchas otras es un proceso complementario de primer nivel para completar procesos anteriores o posteriores. Destacan históricamente el uso en la industria aeronáutica y aeroespacial, así como en la automovilística, menaje de cocina, instrumentos musicales y ventilación.